# Chatkhil Upazila
Chatkhil Upazila är ett underdistrikt i Bangladesh.   Det ligger i provinsen Chittagong, i den sydöstra delen av landet, 90 km sydost om huvudstaden Dhaka.
Trakten runt Chatkhil Upazila består huvudsakligen av våtmarker. Runt Chatkhil Upazila är det mycket tätbefolkat, med 2 261 invånare per kvadratkilometer.